# 3801 Thrasymedes
3801 Thrasymedes је Јупитеров тројански астероид са средњом удаљеношћу од Сунца која износи 5,319 астрономских јединица (АЈ).
Апсолутна магнитуда астероида је 11,3.